# Львівська державна хореографічна школа
Львівська хореографічна школа — спеціалізований навчальний заклад, що здійснює підготовку артистів балету.

## Історія
Школа заснована у серпні 1957 року рішенням обласного управління культури за ініціативи та сприяння дирекції Львівського державного академічного театру опери та балету імені Івана Франка на базі балетної студії, яка вже діяла при Львівському оперному театрі з 1948 року. Школа з чотирирічною формою навчання.
Першим директором Львівської дитячої хореографічної школи з серпня 1957 до серпня 1960 року була Клавдія Герасимівна Васіна. Водночас вона працювала педагогом-репетитором балетної трупи театру. Разом з нею проводила набір учнів до школи вчитель фортепіано Любов Володимирівна Кулик. У школу було прийнято 70 учнів. 
У 1960—1962 роках школою керувала Євгенія Петрівна Шинкаренко, яка згодом переїхала до Москви і працювала у Московському хореографічному училищі.
У 1962—1969 роках школу очолювала Галина Калінікіївна Абакунчик, і саме за її керівництва школі було надано теперішнє приміщення на вулиці Дорошенка, 63 (перший поверх та флігель). Поступово чисельність учнів збільшилася до 100 осіб, розширився педагогічний склад школи. Школа перейшла на п'ятирічну форму навчання. У 1969—1973 роках школу знову очолювала Клавдія Герасимівна Васіна.
У 1973—1991 роках школою керувала Марія Вікторівна Замай-Бєлова. За часів її керівництва чисельність учнів школи збільшилася зі 100 до 260 учнів, а педагогічний склад збільшився до 40 вчителів.
Налагодився тісний контакт з Київським та Московським державними хореографічними училищами.
Запрошувались педагоги училищ для проведення семінарів та майстер-класів з класичного та народно-сценічного танцю, а також педагоги школи відвідували Київське державне хореографічне училище для підвищення кваліфікації. Матеріальна база школи розширилася з 220 м² до 900 м².
Саме тоді відбувся спалах творчого зростання і розквіту. У школу прийшли відомі педагоги-хореографи: заслужена артистка України Ірина Красногорова-Малхасянц, Ніна Поспєлова, Руфіна Панська, Нінель Товстанова, Ірина Панасюк, Сергій Наєнко, Валентина Коваленко, заслужена артистка України Ольга Стратиневська, Ольга Самойленко, Лев Благий, Сергій Астремський, Лідія Зотова (Ситниченко), учні перших наборів школи — Алла Сердцева, Оксана Орлюта, Любов Луговська та ветерани школи педагоги-хореографи: Ніна Балухіна, Олександра Печенюк, Ніна Маркова, Валентина Шевченко, Галина Сахновська, Людмила Орловська. 
Слід відзначити балетмейстерів-постановників: народного артиста УРСР Германа Олексійовича Ісупова, заслуженого діяча мистецтв УРСР та Бурятської АРСР Михайла Заславського, заслуженого артиста України Петроса Гарайовича Малхасянца, Сергія Наєнка.
З 1985/1986 навчального року школа перейшла з п'ятирічної на семирічну форму навчання і стала базовою у Західному регіоні України.
Учні школи брали участь у хореографічних фестивалях-конкурсах, на яких займали призові місця. Так у 1989 році на першому конкурсі-фестивалі «Свято дитячого танцю» в Одесі школа стала лауреатом цього конкурсу (хореографічна композиція «Карпати», музика А. Кос-Анатольського, постановка заслуженого артиста України Петроса Малхасянца).
Протягом усіх років школа тісно співпрацює з керівництвом та балетною трупою Львівського театру опери та балету. Кожний навчальний рік школа закінчувала звітними концертами, які проводились на сцені оперного театру. Були показані постановки наступних балетів: А. Муха «Мрія» (постановка М. Бєлової-Замай), «Шкільний карнавал» (заслужений діяч мистецтв УРСР та Бурятської АРСР М. Заславський), О. Глазунов «Пори року» (В. Плєтньова), «Принцеса на горошині», «Пригоди незнайка» (Е. Голубенка), Д. Генделєва «Рукавичка» (Б. Скворцова), Р. Дріго хореографічна композиція «Школа класичного танцю», П. Чайковський фрагмент з балету «Лускунчик» (Л. Орловської, О. Брандт, Л. Маріної, М. Замай-Бєлової), Л. Деліб III дія балету «Коппелія» (заслужений артист України П. Малхасянц), музична народна-хореографічна вистава «Коза-дереза» (М. Замай-Бєлової). Учні школи брали участь у виставах театру «Створення світу», «Баядерка», «Коппелія», «Лебедине озеро» та інших.
З 2000 року з контингентом 260 учнів і колективом 49 працівників школу очолює Володимир Саболта, нині Заслужений діяч мистецтв України. Завдяки зусиллям нового директора школа стала самостійною, юридичною установою культури. Школа отримала статус Львівської державної хореографічної школи.
Налагоджена тісна співпраця з керівництвом Національного академічного театру опери та балету імені Соломії Крушельницької, де до 80 відсотків балетної трупи — це колишні вихованці балетної школи. Завдячуючи такій співдружності учні школи стали частіше виступати на сцені театру. 
З 2001 року зародилася ще одна нова традиція — щорічні концерти «Дарунки Святого Миколая», що відбуваються на сцені Львівської опери.
З 2003 року директором було ініційовано і офіційно відкрито у школі підготовчі класи, де нині займається понад 120 дітей. На базі школи щорічно відбуваються семінари для керівників колективів та педагогів хореографів шкіл мистецтв області. Учні школи постійно беруть участь в міжнародних конкурсах, зокрема:
- 2001, 2003, 2006 — Міжнародний конкурс виконавців класичного танцю імені Юрія Григоровича «Фуете Артеку». У 2001 році учениця Поліна Камкіна удостоєна срібної медалі конкурсу, учениці Олена Едельштейн, Анастасія Гнатишин — дипломанти конкурсу.
- 2004, 2007 — Міжнародний конкурс «Одеські перлинки» (м. Одеса).
- 2005, 2007, 2009, 2011 — Міжнародний юнацький конкурс класичного танцю «Кришталева туфелька» (м. Харків).
- 2006, 2008, 2010 — Міжнародний юнацький конкурс класичної хореографії «Галицька Терпсихора», започатковано і проведено під керівництвом Володимира Григоровича Саболти у місті Львові. Учні Львівської державної хореографічної школи Лауреати конкурсів «Галицька Терпсихора». У 2006 року III премію конкурсу отримала Балаян Аліса (соло, старша група). 2008 року II премію виборов Адонін Андрій (соло, молодша група), III премію — Фабіянська Ольга і Хомищак Ігор (соло, старша група). 2010 року лауреатом І премії став Адонін Андрій (соло, молодша група).
- 2007 — II Міжнародний конкурс «Танець без кордонів» (м. Київ).
- 2008, 2011 — V Міжнародний фестиваль дитячих балетних вистав (м. Донецьк).
- 2010, 2014 — VI, VIII Міжнародний конкурс сучасної хореографії балетних шкіл (м. Битом, Польща).
- 2011 — VII Міжнародний конкурс артистів балету та хореографів імені Сержа Лифаря (м. Донецьк).
- 2016 — II Міжнародний конкурс класичного танцю «Гран Прі Київ 2016» (м. Київ).

Концертну діяльність учні школи здійснюють не лише у рідному місті Львові та області. Гастрольне турне учнів школи проходило в містах України — Києві, Донецьку, Одесі, Харкові; у Польщі — міста Люблін, Битом, Болгарії — Несебир, Угорщині — Будапешт, Німеччині — Мюнхен, Італії — Венеція, Хорватії — Старий Град і Хвар, Греції — Халкідіки.
Результатом добре налагодженої роботи стало створення Володимиром Григоровичем в 2010 році при Львівській державній хореографічній школі "Дитячого театру балету Львова". Артисти якого, учні Львівської державної хореографічної школи вже представляли своє мистецтво у 2010, 2014 роках в Іспанії та у 2013 році в Словенії. 

## Дитячий театр балету Львова
2010 року Володимиром Саболтою при Львівській державній хореографічній школі був створений «Дитячий театр балету Львова». Урочистості з нагоди його  відкриття відбулися на сцені Львівського Національного академічного театру опери та балету імені Соломії Крушельницької. 
На презентацію балету «Лис Микита», за однойменним твором Івана Франка, на музику Ісидора Вимера, яку представляв головний балетмейстер Дитячого театру балету Львова, заслужений артист України Сергій Наєнко прийшло чимало шанувальників. Виконавцями балетного дійства були учні Львівської державної хореографічної школи. 
Дитячий театру балету брав участь у VIII міжнародному фестивалі балетних спектаклів «Гран ПА» у Донецьку, де став лауреатом. Нагороду переможцям вручав Народний артист України Вадим Писарєв.
У січні 2012 року презентовано одноактний балет на музику І. Армсгеймера «Привал кавалерії», який з великим успіхом пройшов на сцені львівської опери. Цього ж дня переповнений враженнями від виступу юних артистів балету Народний артист України, відомий майстер хореографії Григорій Чапкіс під дружні оплески глядачів дав високу оцінку виконавцям, вручив художньому керівнику театру Володимиру Саболті диплом «Гран Прі» Міжнародного фестивалю-конкурсу «Танці з Карпатами у Львові», яким відзначений Дитячий театр балету Львова «За виконання балетів „Лис Микита“ та „Привал кавалерії“». У 2012 році юні артисти Дитячого театру балету Львова збагатили власний репертуар новим прочитанням одноактного балету О. Глазунова «Пори року».
У жовтні 2016 року, новий навчальний рік Дитячий театр балету Львова розпочав прем'єрою балету-казки ««Лускунчик» Петра Чайковського на сцені львівської національної опери.

## Програма навчання
У підготовчі групи набираються дівчатка і хлопчики віком 5—8 років. Спеціально для малюків створена універсальна система навчання «Дитина майбутнього», де поєднується танець, гімнастика, музика, уроки творчості, участь в концертних програмах, підготовка до школи.
Набір до першого класу проводиться з 9 років, де навчають дітей наступних дисциплін:
- Класичний танець.
- Народний танець.
- Сучасна хореографія.
- Гімнастика.
- історичний танець.
- Дуетний танець.
- Історія балету.
- Акторська майстерність.
- Теорія музики.
- Фортепіано.